# Opisthoproctidae

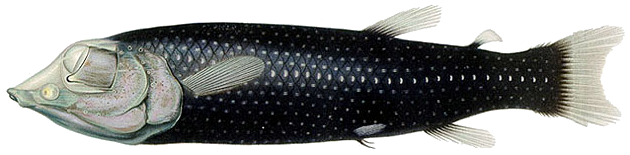
Opisthoproctidae.

Los peces duende, representantes de la familia Opisthoproctidae, del griego clasico ὄπισθεν (ópisthen), "atras", y πρωκτός (prōktós), "ano", son peces marinos del orden Osmeriformes, distribuidos por los océanos Pacífico, Atlántico e Índico. Su nombre procede del griego: opisthe (por detrás de) + proktos (ano).
Normalmente tienen los ojos de forma tubular, con aletas pectorales insertadas en el lateral en posición baja, y algunas especies con aleta adiposa en el dorso; a veces presentan fotóforos y la mayoría no presentan vejiga natatoria.

## Géneros y especies
Existen 18 especies, agrupadas en los 7 géneros siguientes:
- Género Bathylychnops Cohen, 1958:
  - Bathylychnops brachyrhynchus (Parr, 1937) - Pez-duende de Bahamas
  - Bathylychnops chilensis Evseenko, 2009 - Pez-duende chileno
  - Bathylychnops exilis Cohen, 1958
- Género Dolichopteroides Parin, Belyanina y Evseenko, 2009:
  - Dolichopteroides binocularis (Beebe, 1932)
- Género Dolichopteryx Brauer, 1901:
  - Dolichopteryx anascopa Brauer, 1901
  - Dolichopteryx andriashevi Parin, Belyanina y Evseenko, 2009
  - Dolichopteryx longipes (Vaillant, 1888)
  - Dolichopteryx minuscula (Fukui y Kitagawa, 2006)
  - Dolichopteryx parini (Kobyliansky y Fedorov, 2001)
  - Dolichopteryx pseudolongipes (Fukui, Kitagawa y Parin, 2008)
  - Dolichopteryx rostrata (Fukui y Kitagawa, 2006)
  - Dolichopteryx trunovi (Parin, 2005)
  - Dolichopteryx vityazi Parin, Belyanina y Evseenko, 2009
- Género Ioichthys Parin, 2004:
  - Ioichthys kashkini Parin, 2004
- Género Macropinna Chapman, 1939:
  - Macropinna microstoma Chapman, 1939 - Pez ojo-de-barril
- Género Opisthoproctus Vaillant, 1888:
  - Opisthoproctus grimaldii Zugmayer, 1911
  - Opisthoproctus soleatus Vaillant, 1888 - Pez sola
- Género Rhynchohyalus Barnard, 1925:
  - Rhynchohyalus natalensis (Gilchrist y von Bonde, 1924)
- Género Winteria Brauer, 1901:
  - Winteria telescopa Brauer, 1901 - Pez binocular